# Psy
Psy (hangul: 싸이, azaz szai), születési nevén: Pak Cseszang (hangul: 박재상) (Szöul, 1977. december 31.–) dél-koreai énekes, rapper, dalszerző és televíziós műsorvezető. Meghökkentő, vicces és sokszor polgárpukkasztó stílusáról és dalszövegeiről valamint dinamikus színpadi előadásmódjáról világszerte ismert.

## Élete és pályafutása
A Berklee College of Music-ra járt, de nem végezte el.
2001-ben debütált PSY From The Psycho World! című albumával, melyet kiskorúak számára nem megfelelőnek minősítettek a hatóságok. Ugyanebben az évben marihuána fogyasztásáért letartóztatta a rendőrség.
2003-tól 2005-ig kötelező sorkatonai szolgálatát töltötte, ám nem találták megfelelőnek a szolgálata körülményeit, ezért 2007-től 2009-ig újra be kellett vonulnia.
Visszatérését követően 2010-ben a YG Entertainmenthez szerződött és kiadta ötödik albumát PSYFIVE címmel.
2012 nyarán hatodik, PSY's Best 6th Part 1 című albumának első dala, a Gangnam Style videóklipje internetes mémmé vált, miután több ismert művész, köztük Robbie Williams és T-Pain is „fenomenálisnak” minősítette. A videóval több amerikai újság, magazin és televíziós műsor is foglalkozott, például a CNN is bemutatta. A dal a Billboard K-pop Hot 100-as listát is vezette. A Gawker magazin az év legjobb videóklipjének nevezte a Gangnam Style-t. A dal sikerének köszönhetően az előadót leszerződtette a többek között Jennifer Lopezt és Mariah Careyt is menedzselő Island Records, mely PSY külföldi képviseletét fogja ellátni. 2012 szeptemberében a videóklip nézettsége átlépte a 100 milliót a YouTube-on, december végére pedig elérte az 1 milliárd megtekintést, elsőként a YouTube történelmében. Szeptember 20-án a videó hivatalosan Guinness-rekorder lett, mint a YouTube történelmének legkedveltebb videója, több mint tízmillióan nyomták meg rajta a tetszik gombot.
Psy nős, két kislánya van.